# Bastida de' Dossi
Bastida de' Dossi é uma comuna italiana da região da Lombardia, província de Pavia, com cerca de 199 habitantes. Estende-se por uma área de 1 km², tendo uma densidade populacional de 199 hab/km². Faz fronteira com Casei Gerola, Corana, Cornale, Mezzana Bigli, Sannazzaro de' Burgondi, Silvano Pietra.

## Demografia
| Variação demográfica do município entre 1861 e 2011                               |
|                                                                                   |
| Fonte: Istituto Nazionale di Statistica (ISTAT) - Elaboração gráfica da Wikipedia |